# Habenaria lactiflora
Habenaria lactiflora är en orkidéart som beskrevs av Achille Richard och Henri Guillaume Galeotti. Habenaria lactiflora ingår i släktet Habenaria och familjen orkidéer. Inga underarter finns listade i Catalogue of Life.